# Guatteria longedecurrens
Guatteria longedecurrens este o specie de plante angiosperme din genul Guatteria, familia Annonaceae, descrisă de Robert Elias Fries. Conform Catalogue of Life specia Guatteria longedecurrens nu are subspecii cunoscute.